# Euthera setifacies
Euthera setifacies là một loài ruồi trong họ Tachinidae.